# Instituto de Ciencia Animal
El Instituto de Ciencia Animal (ICA) es un organismo público cubano, dependiente del Ministerio de Educación Superior Entidad de Ciencia, Tecnología e Innovación (ECTI) adscrita al Ministerio de Educación Superior de la República de Cuba, se fundó en el año  1965, por iniciativa de nuestro Comandante en Jefe Fidel Castro Ruz. Desde su creación quedaron definidos dos objetivos básicos; la necesidad de que se investigaran las cuestiones relacionadas con la nutrición animal y el desarrollo de la ganadería cubana, desde una visión externa no subordinada directamente a la estructura productiva agropecuaria, y que fuera fragua de formación profesional. Se oficializa su creación en la ley número 1307, en la edición ordinaria de la Gaceta Oficial el 31 de julio de 1976.

## Misión
“Desarrollar conocimientos y profesionales de excelencia en la ciencia animal, que contribuyan a la sostenibilidad y Seguridad Alimentaria Nutricional”.

## Visión
“Institución de referencia de la ciencia animal en el área tropical que provee productos, tecnologías y servicios competitivos, forma profesionales competentes e impacta en el desarrollo económico, ambiental y social”.

## Datos generales
Situado en el 47½ km, carretera central,  San José de las Lajas, provincia Mayabeque, cuenta con laboratorios equipados para trabajos de bioquímica, fisiología, evaluación de alimentos, química analítica, suelos, microbiología y cultivo de tejidos, entre otros. Esta institución forma parte del complejo científico docente de este municipio.

## Caracterización
En los primeros cinco años de su fundación, entre los objetivos propuestos por la dirección del  Gobierno Cubano estaba, en primer orden, desarrollar líneas de investigación relacionadas con los pastos y forrajes  para la producción de leche y carne, y además  estudiar  otras fuentes de alimento de producción nacional.
Para obtener elevados rendimientos productivos es preciso disponer, además, de razas de alto potencial en estrecha relación con alimentos de alta concentración de nutrientes. En este sentido, se iniciaron con los rebaños de ganado Charolais, Cebú, Criollo y Santa Gertrudis, existentes en el Instituto, las pruebas de comportamiento en cuanto a tasa de crecimiento, conversión de alimentos y adaptación a métodos intensivos de producción, así como cruzamientos rotativos entre ellos. 
Las mieles de caña de azúcar se transformaron en uno de los objetivos centrales de este período y se investigó sobre el modo de utilizarlas en la alimentación de vacunos, porcinos y aves. En esta dirección, se realizaron desde 1965 las primeras investigaciones sobre nutrición animal que culminaron con un sistema de alimentación intensiva para la ceba de toros, con el uso de altos niveles de miel final y urea, así como de proporciones adecuadas de  proteína verdadera y forrajes.
En la ciencia vegetal, en este primer quinquenio, se trabajó en la obtención de nuevas variedades híbridas de millo y maíz, tanto para grano como para forraje, además de girasol, soya y maní. Se realizaron investigaciones en entomología y control de maleza mediante métodos biológicos, químicos y sus interrelaciones.
En relación con los pastos y forrajes se desarrollaron las primeras investigaciones en evaluación de diferentes especies de gramíneas y leguminosas nativas e introducidas. También se estudiaron métodos para establecer pastos por semilla botánica, uso de asociaciones de gramíneas y leguminosas, intervalos de cortes y efecto de la fertilización en pangola, guinea y en otros pastos naturales. En producción de carne se estudiaron combinaciones de pasto guinea, alfalfa, hierba elefante y kudzu tropical, en corte y pastoreo.  
Después  del  primer Congreso del ICA en 1969, las investigaciones en la ciencia vegetal se fortalecieron hacia la evaluación de gramíneas y leguminosas, nativas e introducidas, en cultivos puros o asociados. Se inició el estudio y evaluación de diferentes mé¬todos de pastoreo, carga animal y  suplementación, con las especies más prometedoras y la integración de todos los resultados para desarrollar sistemas intensivos de producción de leche y carne basados en pastos. 
A inicios de la década del 80 se fomentó  el laboratorio de cultivo de tejidos que permitió obtener y seleccionar nuevas variedades de Cenchrus purpureus para pastoreo y la producción de forraje. También, se hicieron selecciones de individuos tolerantes a salinidad y sequía. La mayoría de estas variedades son utilizadas en la actualidad en Cuba y gran parte de América Latina. 
Con la creación del Ministerio de Ciencia Tecnología y Medio Ambiente (CITMA) en 1994, se produjo un cambio trascendental con la aplicación de la resolución conjunta CITMA-MINAG para definir la  organización de la ciencia por Programas Nacionales de Ciencia y Técnica (PNCT), Ramales (PRCT), Territoriales (PTCT) y gestionar proyectos a través del grupo gestor del CITMA, denominado GEPRO.
Hasta el año 2010 el Instituto ajustó el trabajo a todas las formas organizativas legisladas en el país. En este período se logró trabajar hasta con 80 proyectos y subproyectos pertenecientes a los diferentes programas del MINAG, MES, CITMA Nacional y sus Delegaciones en las provincias de Ciudad de La Habana, La Habana, Matanzas, Cienfuegos, Pinar del Río, Granma, Camagüey, Holguín, Santiago de Cuba y Guantánamo. Esto manifestó el potencial científico adquirido y el grado de integración alcanzado con las universidades, centros de investigación y sector productivo del país.
La transición hacia el perfeccionamiento del modelo económico cubano sin la infraestructura que garantizara el financiamiento de la ciencia en el sector agropecuario, deprimido por el periodo especial, condujo a mantener los proyectos de investigación y el trabajo de extensión de resultados en la práctica social, con los limitados recursos de la Institución. A pesar de lo anterior se mantuvo la introducción de tecnologías en las diferentes escalas y organizaciones productivas, que garantizara el desarrollo de la ganadería y contribuyera a la sustitución de importaciones y la seguridad alimentaria del país.
En el año 2012 la Dirección del Centro, ante el desarrollo del nuevo modelo económico en el país, se propuso innovar en el plano organizacional y lograr enfoque diferente en la estructura y la gestión de la Institución que respondiera a la Planeación Estratégica del MES, en función de las necesidades de desarrollo de la economía y la sociedad a corto, mediano y largo plazos. 
A partir del año 2013, por acuerdo del Consejo Científico Ramal de la Institución, se trabaja en la Proyección Estratégica de la Ciencia por líneas de Investigación. Esto implicó el redimensionamiento de las relaciones de trabajo entre las direcciones, departamentos y grupos para alcanzar los resultados comprometidos.
Como parte de este proceso, se mejora y contextualiza la proyección estratégica en correspondencia con las bases e indicaciones para el reordenamiento de las Entidades de Ciencia, Tecnología e Innovación, según Decreto Ley No 323 del Consejo de Estado y Resolución No.165/ 2014 del CITMA. A partir de la misión fundamental del ICA de realizar investigación científica e innovación y del objeto social aprobado que permite la realización de servicios científicos técnicos en Cuba y en el exterior, así como la comercialización de producciones especializadas derivadas de la investigación, la Institución se clasifica como Centro de investigación.

### Direcciones Estratégicas
Las direcciones estratégicas estarán en función de:
- Enfocar las actividades claves hacia la investigación básica y aplicada, la formación de recursos humanos y el fortalecimiento de la infraestructura material
- Generar conocimientos, tecnologías y productos aplicables que a través de los servicios científico técnicos, se incorporen y adapten a los sistemas productivos y procesos de desarrollo en Cuba y en el exterior
- Obtener resultados de impactos mediante el trabajo integrado en la Institución y con alianzas estratégicas nacionales e internacionales
- Las acciones de la Institución se realizarán de acuerdo con el contexto nacional y el estado del conocimiento en países e instituciones de liderazgo en producción animal

## Objetivo General
“Generar conocimientos, tecnologías y productos que contribuyan a la producción de alimentos, leche, carne y huevos en beneficio del perfeccionamiento y la sostenibilidad técnica, económica, ambiental y social de los procesos productivos y la seguridad alimentaria de la población”.

## Líneas de Investigación
El trabajo científico está en función de la mitigación y adaptación al cambio climático; se tiene enfoque de sistemas y de utilización eficaz de los recursos para generar incrementos productivos y sostenibilidad (competitividad y rentabilidad); la aplicación de los principales adelantos tecnológicos, estadísticos e informáticos; la formación de recursos humanos internos y externos; mejora de los indicadores de salud y bienestar animal, y determinar los impactos científicos, productivos, económicos, ambientales y sociales de las investigaciones y la transferencia de tecnología. 
De esta forma se generaron las siguientes líneas generales de investigación:
- Introducción, obtención y evaluación  de pastos y  forrajes.
- Obtención y caracterización de alimentos y aditivos.
- Nutrición y manejo de animales rumiantes y monogástricos.
- Mejoramiento y caracterización de recursos zoogenéticos.
- Desarrollo de sistemas sostenibles de producción de leche, carne y huevos.
- Desarrollo de métodos bioestadísticos, matemáticos y herramientas bioinformáticas.

## Estructura
Cuenta con laboratorios equipados para trabajos de bioquímica, fisiología, evaluación de nuevos alimentos, química analítica, microbiología y cultivo de tejidos. El Instituto de Ciencia Animal cuenta con investigadores altamente calificados, entre los que se encuentran doctores en ciencias, los que han llevado a cabo diferentes investigaciones relacionadas con el desarrollo integral de la ganadería cubana.

## Proyecto
La investigación, desarrollo e innovación se organiza a través de 30 proyectos como institución principal y 12 subproyectos con otros centros. El 80% de los proyectos pertenecen a programas nacionales priorizados y nueve de ellos son financiados por el FONCI. También se participa en proyectos internacionales con universidades, centros de investigaciones y asociaciones ganaderas de otros países.
Dos Direcciones productivas-demostrativas permiten el cierre del ciclo de las investigaciones  y en ellas se desarrollan el 83 % de los proyectos de I+D+i, por lo que constituyen interfase del proceso integrador de la investigación-docencia-producción para la introducción de resultados tecnológicos en el sector agropecuario nacional e internacional. 

## Investigación e Innovación Tecnológica
La intensificación del estudio de los pastos, forrajes, leguminosas, arbustivas, arbóreas y sus asociaciones, ofreció a la ciencia y a la producción una variada gama de tecnologías integrales para la producción de leche y carne en diferentes condiciones edafoclimáticas con importantes impactos productivos, ambientales y económicamente sostenibles. Entre las especies más abordadas en los estudios se pueden citar, entre otras: Pangola, Guineas, pasto Estrella, King grass, Bermudas cruzadas, Leucaena, Glicine, Kudzú, Centrosema, Siratro, Vigna, Canavalia, Soya, Dólico, Mucuna, Thitonia, Morera y Moringa.
A inicios de la década del 90 el programa de mejoramiento de Pennisetum originó variedades que propiciaron el desarrollo de tecnologías para la producción de forraje, así como el banco de biomasa con el pasto CUBA CT-115 como estrategia de pastoreo en el período seco. Recientemente,  los pastos CUBA CT-169 y el Híbrido CUBA OM-22 están ocupando un papel importante en la producción de forraje de la ganadería cubana. Además, se trabaja con otros germoplasmas de esta especie que están demostrando características favorables para crecer y producir en condiciones de salinidad y sequía del oriente cubano.
La utilización de la caña de azúcar, sus productos y derivados en la alimentación animal es tema de trabajo permanente en la Institución. Se recomendó la utilización de variedades de caña con mejor digestibilidad para los rumiantes. Por vía biotecnológica se han obtenido productos como la Saccharina que constituye un importante sustituto de los cereales y se puede incluir en diferentes proporciones en la dieta para rumiantes, cerdos, aves y conejos.  
Las mieles de caña contribuyeron de forma significativa  a las necesidades energética de los cerdos. Durante varias décadas el sistema de miel–urea desempeñó un papel importante en la producción de carne de la ganadería cubana. Otros subproductos de la caña de azúcar como los residuos de los centros de limpieza de la caña, el bagazo y el bagacillo se han transformado en alimentos de utilidad para el rumiante. 
El estudio de fuentes minerales nacionales y la elaboración de formulaciones en función del déficit mineral del sistema suelo-planta-animal, en diferentes ecosistemas productivos de Cuba, ha constituido un aporte de nuestra institución a la mejora del estatus productivo  y reproductivo de los animales y una contribución a la sustitución de importaciones en la ganadería.
Mediante las investigaciones multidisciplinarias e interinstitucionales se obtuvieron y validaron varios paquetes tecnológicos relacionados con el uso de las zeolitas naturales en: la conservación de granos y semillas, el ahorro e incremento de la eficiencia de utilización de fertilizantes químicos y herbicidas, la producción de compost orgánico, la mejora en la eficiencia de utilización de los nutrientes en las diferentes especies animales, adsorbente de micotoxinas, medicamentos terapéuticos, aditivos promotor del crecimiento, material para lechos avícolas y nidales. Estas acciones constituyeron un significativo y favorable impacto productivo y ambiental. 
Se han realizado aportes en  sistemas artificiales de destete temprano en terneros, en los que la cantidad de fibra, tipo de sustituto lechero, aditivos, leches fermentadas y otras variantes permitieron acumular importantes conocimientos técnicos y prácticos que posibilitan el ahorro de cantidades apreciables de leche. 
Para la producción de leche y carne se trabaja  en dos direcciones principales: tecnologías de bajos insumos y producción intensiva, utilizando como base alimentaría fundamental los pastos y forrajes y otros alimentos de origen nacional, con producciones competitivas y sostenibles. Los  estudios se enfocan hacia la interrelación del sistema suelo-planta-animal-hombre, el reciclaje de nutrientes, el uso estratégico de fertilizantes químicos y orgánicos, y el manejo integrado de plagas y enfermedades. Se lograron definiciones sobre métodos y sistemas de manejo, número de cuartones, carga animal, y suplementación proteico-energética para diferentes situaciones y categoría animal. En este contexto se desarrollaron formulaciones de aditivos, activadores ruminales y dietas integrales en combinación con la utilización de pastos y forrajes, con resultados de impacto biológico, productivo y  económico.  
Importantes estudios se han realizado en el Búfalo de agua en aspectos relacionados con la genética, el manejo, la alimentación, la fisiología digestiva, la reproducción y la microbiología del rumen, encaminados a lograr sistemas integrales para la autosuficiencia alimentaria de esta especie. 
Se ha contribuido al desarrollo y aplicación de programas genéticos en aves, porcinos, conejos y rumiantes de leche y carne. Se destacan los trabajos de absorción de Holstein y la caracterización de los nuevos genotipos lecheros: el Siboney de Cuba, el Mambí de Cuba y el Holstein tropical. En animales monogástricos (cerdos, aves, conejos, patos y ocas) se ha investigado sobre la utilización de recursos nacionales y locales, sustitución de importaciones y aditivos, entre otros aspectos,  que mejoran la eficiencia de utilización de los nutrientes de la dieta en sistemas de alimentaciones convencionales y alternativas que propiciaron tecnologías biológica y económicamente sostenibles. 
Se han desarrollado importantes aportes al conocimiento sobre la Microbiología, Bioquímica y  Fisiología de animales rumiantes y monogástricos, así como en la obtención de nuevos alimentos, prebióticos y probióticos mediante procesos biotecnológicos aplicados a recursos nacionales. La estandarización y aplicación de novedosos métodos bioquímicos y herramientas moleculares permitieron identificar y cuantificar las principales poblaciones de microorganismos ruminales y definir las que están involucradas en el proceso de la metanogénesis ruminal, lo que abre el camino para identificar otros organismos desconocidos aún y trazar estrategias dietarias para atenuar la metanogénesis  ruminal como contribución de la ciencia cubana  a la mitigación de gases con efecto invernadero. 
En el campo de la Biomatemática y la Informática, se han realizado estudios de diseño experimental, simulación y modelación matemáticas de procesos biológicos relacionados con la producción animal, donde se han generado   programas computarizados (Software) para el cálculo de raciones, el balance alimentario, la formulación de alimentos, la modelación del reciclaje de los nutrientes en el sistema suelo-planta-animal y el control de operaciones técnicas en unidades productivas, entre otros. En los últimos años se han dedicado los esfuerzo para el desarrollo de una metodología de medición de impacto con basamento estadístico que se valida en el proceso de investigación, innovación y transferencia de tecnología que desarrolla la institución.
En esta área, así como en las restantes del Instituto, se trabaja arduamente para implantar el Sistema de Gestión de la Calidad, lo que redundará en mayor rigor, confiabilidad y visibilidad de los resultados generados.
Muchos de estos resultados han constituido por su novedad científica y aporte a la ciencia Premios de la Academia de Ciencias de Cuba (21), Innovación Tecnológica nacional (2) territoriales del CITMA (105), MINAG (82) y Fórum Nacional de Ciencia y Técnica (13);  expresados en metodologías y tecnologías integrales acogidas y aplicadas en el territorio nacional y en diferentes países del trópico. 

## Formación de Recursos Humanos
La superación profesional durante este medio siglo ha estado encaminada a fortalecer la formación científica del capital humano del centro, así  como de los otros centros de enseñanza, investigación, productores y de otros organismos interesados tanto en Cuba como en otros países, sobre sólidas bases científicas. 
La enseñanza en la esfera, se ha basado en la generación de conocimientos fundamentados, de forma sistemática, en la investigación científica y la transferencia tecnológica en función del desarrollo ganadero. El trabajo realizado por la Institución ha permitido crear un sistema de formación continua completo, permanente y flexible, donde todos los elementos articulan entre sí, ejemplo para el país.
Esta preparación, en diferentes modalidades, incluye a estudiantes, obreros, técnicos, productores, profesionales, investigadores y cuadros directivos. Se presta especial atención a la formación de personal con elevada preparación científico-técnico y como resultado han recibido el título más de 200 Doctores en Ciencia y un marcado número de Maestros en Ciencia. 
Para el desarrollo de la superación profesional integral se cuenta con dos Programas de Doctorado Curriculares Colaborativos, el de Producción Animal acreditado de excelencia y el de Biometría. La Maestría en Producción Animal para la Zona Tropical, acreditada de excelencia por la Junta de Acreditación Nacional, así como el Programa de Formación Posdoctoral y más recientemente las Especialidades de Postgrado de Producción de leche en condiciones tropicales y Producción de carne con rumiantes.
Los investigadores y trabajadores se vinculan a la docencia universitaria y a la atención de   estudiantes universitarios y de institutos tecnológicos que realizan sus prácticas, trabajos de curso, investigaciones y tesis de graduados en las instalaciones del centro y para ello funcionan las Unidades Docentes “Carlos Policarpo Díaz” y “Guayabal”.

## Cuban Journal of Agricultural Science
Mediante la Revista Cubana de Ciencia Agrícola y su edición en inglés la Cuban Journal of Agricultural Science (CJAS) la institución difunde, en Cuba y en el extranjero, los avances científico-técnicos del sector agropecuario. Se editan ininterrumpidamente desde 1967 y se han publicado más de 1500 artículos científicos de autores nacionales y extranjeros. Esta revista es de corriente principal, certificada por la Academia de Ciencias de Cuba. Esta publicación llegó a estar ubicada en 49 bases e índices internacionales y constituye la única publicación cubana, de la rama agropecuaria, reconocida como de alto impacto internacional. Durante el 2016, se trabajó en la incorporación a SciElo, esfuerzo que aún se hace y la aplicación a DOAJ. Actualmente, CJAS continua en SCOPUS, Latindez, Agris, EBSCO, WEB of Science expander. El centro cuenta con la casa editorial EDICA y su labor permitió la publicación de más de cien libros y folletos, en formato digital y papel.

## Eventos
Importante ha sido la participación de la institutción en eventos científicos nacionales e internacionales:
- Talleres locales y regionales
- Fórum de Ciencia y Técnica
- Mujer creadora
- Encuentro de técnicos medios

Es de destacar que el centro desarrolla tres eventos propios de gran aceptación nacional e internacional:
- El Congreso de Producción Animal Tropical
- INTERJOVEN
- El Encuentro de Editores de Revistas Científicas

Además, desde el año 2008 organiza el Taller de Seguridad Alimentaria de conjunto con los centros del complejo científico docente productivo de Mayabeque en el marco de los eventos Universidad.

## Extensión y transferencia de tecnologías agropecuarias
El Instituto de Ciencia Animal desde su creación en 1965, como parte de su misión institucional, contempla no solo generar sino transferir sus tecnologías en el campo de la producción animal. En sus 51 años de existencia ha trabajado en distintos modelos de extensión e introducción de una variada gama de tecnologías relacionadas con los pastos, forrajes, recursos locales, subproductos agroindustriales, nutrición y manejo animal, producción de leche y carne, genética, entre otras.
Desde sus inicios mantuvo la vinculación con la producción, un ejemplo fue el empleo de las mieles de caña en la ceba de toros. En el período 1971-1972 se realizaron los trabajos en las microestaciones de pastos del país con el objetivo de mejorar el rendimiento de los pastos, así como la evaluación e introducción de nuevas variedades.
Desde 1974 hasta 1990, el Instituto realizó una importante labor de extensión y las acciones realizadas se destacaron en las provincias de La Habana, Cienfuegos, Sancti Spíritus, Camagüey, Granma, Las Tunas y Guantánamo. Estas estuvieron relacionadas fundamentalmente con los pastos y la alimentación del ganado. 
Motivados por la crisis económica, los cambios de tendencias en la extensión agraria y la ausencia de mecanismos que facilitaran la transferencia de tecnologías, se constituyó en 1996 la Red Nacional de Transferencia de Tecnologías para la Ganadería (AGRORED), liderada por el ICA e integrada además por la Estación Experimental de Pastos y Forrajes “Indio Hatuey”, el Instituto de Investigaciones de Pastos y Forrajes y universidades de todo el país, cuyo objetivo fue la capacitación del productor primario y la preparación de equipos provinciales que asesoraran e introdujera las tecnologías  de acuerdo con las necesidades de las empresas. Esta red alcanzó a 62 empresas del país y 133 unidades del sector campesino.
El Sistema de Transferencia de Tecnología (AGRORED) durante el año 2001 logró consolidar el frente de capacitación, difusión y la transferencia de tecnología al sector agropecuario, su metodología de trabajo fue integradora con el Sistema de Extensión de la Agricultura (SEA). 
Al considerar la experiencia de sistemas como el SEA y AGRORED, se trabaja desde el año 2003 en un programa de transferencia de tecnologías sobre la base de la colaboración con centros de investigación, universidades, ONGs y delegaciones territoriales del Ministerio de Ciencia Tecnología y Medio Ambiente y Ministerio de la Agricultura, para adecuar e introducir tecnologías en las diferentes formas productivas, creando una interacción entre el área de gestión del conocimiento y el sector productivo.
Este nuevo modelo de trabajo se denominó Sistema de Extensión del Instituto de Ciencia Animal (SEICA), el cual es una organización formada por especialistas multidisciplinarios del centro que se integran con otras instituciones y organizaciones del país y foráneas para acometer acciones de transferencia tecnológica y formación de recursos humanos en el sector ganadero. Oferta conocimientos, tecnologías, productos y servicios de alto valor agregado que permiten fortalecer el desarrollo de la ganadería cubana y del trópico con sostenibilidad técnica, económica, social y ambiental. Como sistema dinámico evalúa los comportamientos exitosos y no exitosos, y desarrolla un programa de mejoras.
Como componentes estratégicos contempla la investigación y el desarrollo tecnológico (genera conocimientos en los principales ejes de innovación); la transferencia y extensión (adapta e incorpora los conocimientos y tecnologías a los procesos de desarrollo territorial y local); la vinculación tecnológica (concreta la articulación con las diferentes formas productivas y expande las oportunidades a través de convenios y otras formas de negocios tecnológico; y la cooperación institucional (vincula los actores públicos y privados con las oportunidades de innovación en los niveles internacional, nacional, regional y local).
Entre los principales avances logrados  se encuentran: la introducción de 35 tecnologías en más de 40 unidades productivas del país; se profundizó el trabajo del SEICA mediante los grupos multidisciplinarios con acciones de transferencia e innovación tecnológica y formación de capital humano, se formaron 88 profesionales de la producción como Máster en Producción Animal Tropical y otros 67 profesionales están cursando las especialidades en producción de leche y carne en rumiantes; se fortalece el papel de la Institución en el Movimiento de Agricultura Urbana y Suburbana que se desarrolla en Cuba.
El SEICA se inserta en los proyectos de desarrollo local en diferentes municipios del país, en función de mejorar las capacidades de gestión por los gobiernos, a través de la capacitación y formación de los equipos técnicos locales. A nivel de las cadenas productivas de leche y carne se válida la metodología de diagnóstico, se identifican los brechas en cada eslabón, se determinan las acciones para contrarrestarlas y se identifican los escenarios de intervención. En su dimensión internacional aumenta sus relaciones con países como Venezuela, México, Nicaragua, Uruguay, Brasil, Argentina y Ecuador.

## Unidades de investigación-docencia-producción
Las unidades pecuarias se crearon para investigar, desarrollar y  validar tecnologías que con posterioridad se aplicarían en la práctica social.  Para ello, se construyeron 6 lecherías y en la actualidad una de ellas se utiliza con búfalos. Además, se cuenta con una recría para la crianza artificial del ternero, un área de ganado en desarrollo, fincas de ceba, área  de fomento equino, un integral porcino, un integral avícola, una unidad de producción de alimento y el integral de procesamiento de carne. 
Todas estas áreas mencionadas, conforman actualmente la denominada Dirección de Innovación y Tecnologías Aplicadas (DITA). En el 2007, ante la solicitud de la provincia, se incrementó el área de investigación-docencia-producción con la incorporación de la Unidad Guayabal a la Institución, denominada en la estructura actual como Dirección de Apoyo a la Docencia y la Investigación (DADI).
Actualmente, DITA es la granja genética de mejores resultados en la producción de leche por unidad de área en el país. En los últimos años dicha producción ha alcanzado entre 750.0 y 865.0 Miles de litros de leche, lo que representa alrededor de 2700 L de leche/ha. En la granja crece la masa hembra y se aplica alrededor de 20% de reemplazo anual. Se produce un promedio anual de 400 000 huevos, 100 toneladas de carne vacuna en pie y 70 toneladas de carne de cerdo en pie, además del 2005  a la fecha, se han aportado más de 6000 unidades de pulmones útiles para la elaboración del Surfacen.